# Number One Ensemble
I Number One Ensemble, anche noti nella variante Number 1 Ensemble e in quella abbreviata N.O.E., sono stati un gruppo musicale italiano, attivo principalmente tra il 1976 e il 1981.
Durante la loro carriera hanno pubblicato tre album, oltre a prendere parte al Festivalbar 1979 e 1981.

## Storia
Il gruppo nasce nel 1976 e nel 1978 pubblica il primo album omonimo, che mischia diversi generi tra cui bossa nova, jazz, easy listening e funky. L'album risulta il 58º più venduto del 1979.
Nel luglio 1979 un loro concerto viene trasmesso in prima serata da Tele Torino International e nel settembre salgono sul palco del Festivalbar con la canzone Gipsy. Lo stesso singolo raggiunge la posizione 89 dei singoli più venduti dell'anno 1979.
Il 1980 vede un cambiamento nel genere musicale proposto dal gruppo, che passa dalla dance al soft rock. Pubblica inoltre due album, il primo intitolato N.O.E. e il secondo Gipsylon, entrambi per l'etichetta discografica italiana Radio Records. Il secondo arriva alla posizione numero 70 degli album più venduti del 1980.
Nel giugno del 1981 i Number One Ensemble partecipano a una serata organizzata dalla rivista Boy Music a Chiavari, condotta da Barbara D'Urso, Federico l'Olandese Volante e Claudio Leandri. Nello stesso anno partecipano per la seconda volta al Festivalbar con il pezzo Donna Donna, poi inserito anche nella compilation omonima alla manifestazione.
Da questo anno non pervengono nuove pubblicazioni da parte dei Number One Ensemble. Nel 2016 la loro canzone Flor de Coca viene scelta dal programma An Taobh Tuathail, condotto dal disc jockey irlandese Cian Ó Cíobháin per la RTÉ Raidió na Gaeltachta.

## Formazione
La formazione, inizialmente composta da cinque membri, nel 1980 diminuisce a tre. Tra i suoi membri si ricordano:
- Massimo Chiodi (1976-1981)
- Massimo Salerno (1976-1981)

## Discografia

### Album
- 1978 - Number One Ensemble
- 1980 - N.O.E.
- 1980 - Gipsylon

### Singoli
- 1977 - Vaya Vaya/Mareo
- 1979 - Gipsy (Disco Mix)/Back to Heaven (Disco Mix)
- 1979 - Candy Music/Señor
- 1980 - Donna Donna/Moonbeam

### Partecipazioni
- 1979 - AA.VV. Festivalbar 1979
- 1981 - AA.VV. Festivalbar 1981